# Pestszentimre
Pestszentimre est une ancienne localité hongroise, rattachée à Budapest en 1950. Elle forme avec Pestszentlőrinc le 18e arrondissement.